# Chaetonema riemanni
Chaetonema riemanni is een rondwormensoort uit de familie van de Anoplostomatidae. De wetenschappelijke naam van de soort is voor het eerst geldig gepubliceerd in 1973 door Platt.